# Dolina Chochołowska

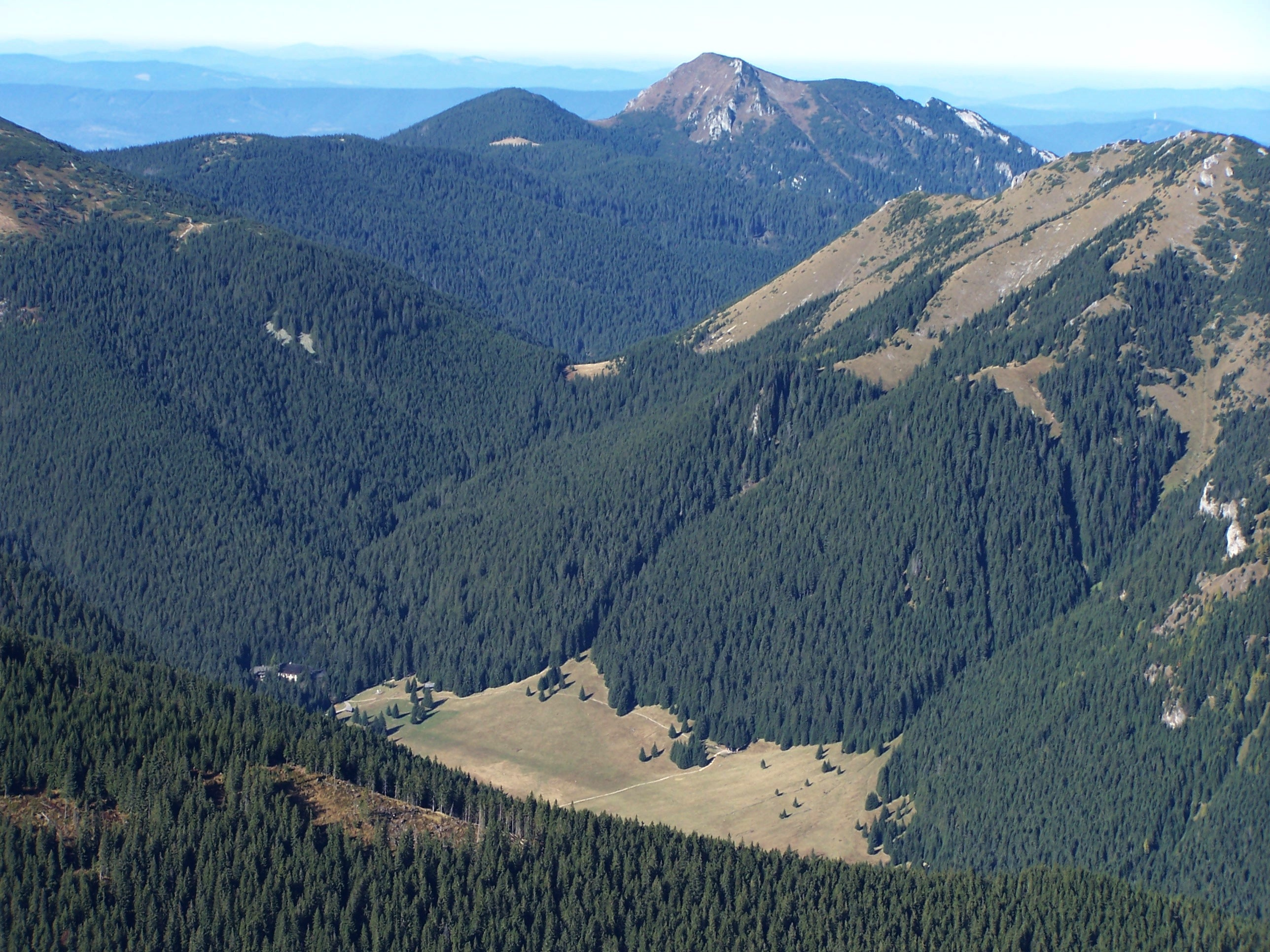
Polana Chochołowska. vzadu Osobitá

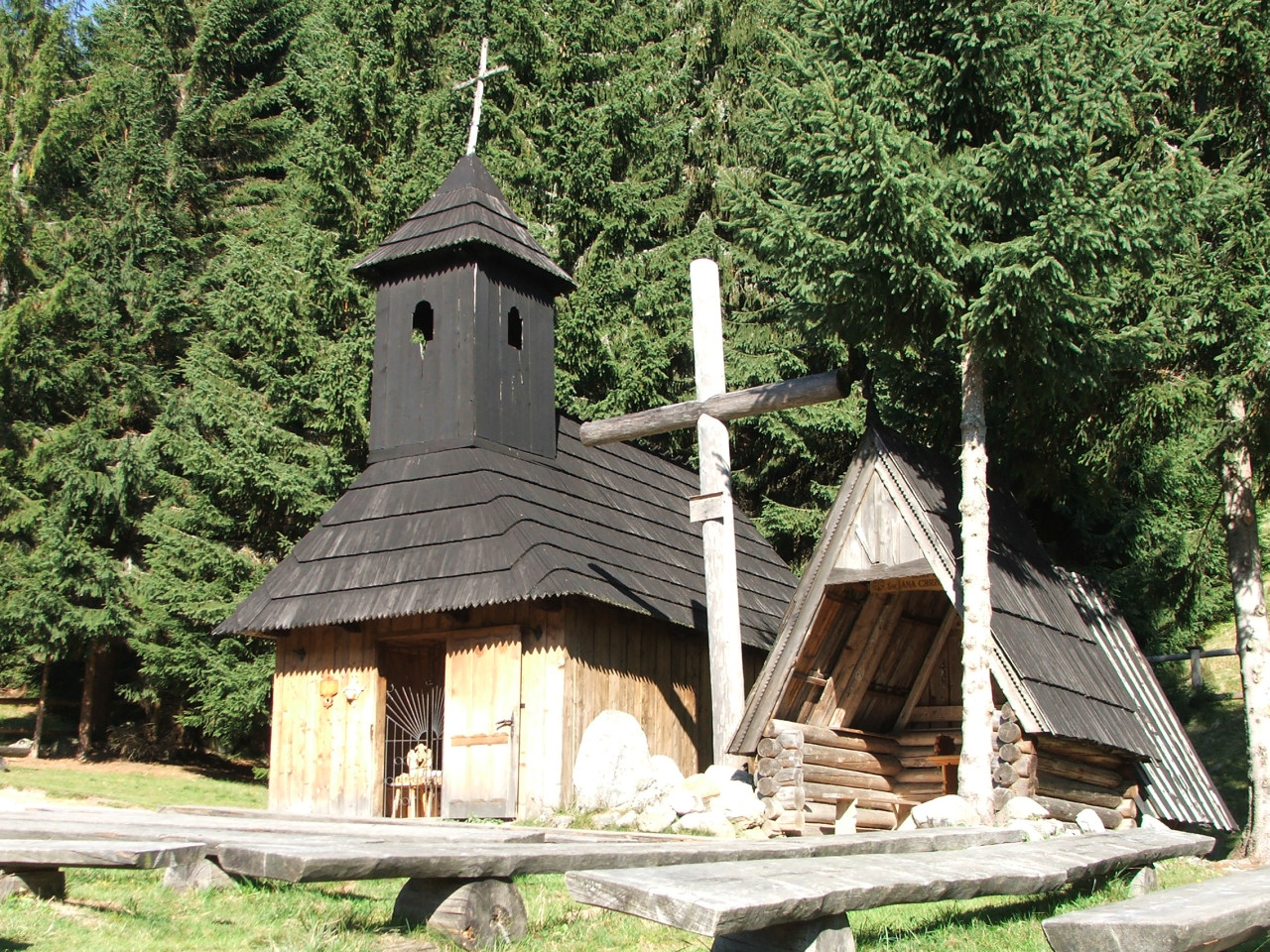
Kaple na POLA Chochołowska

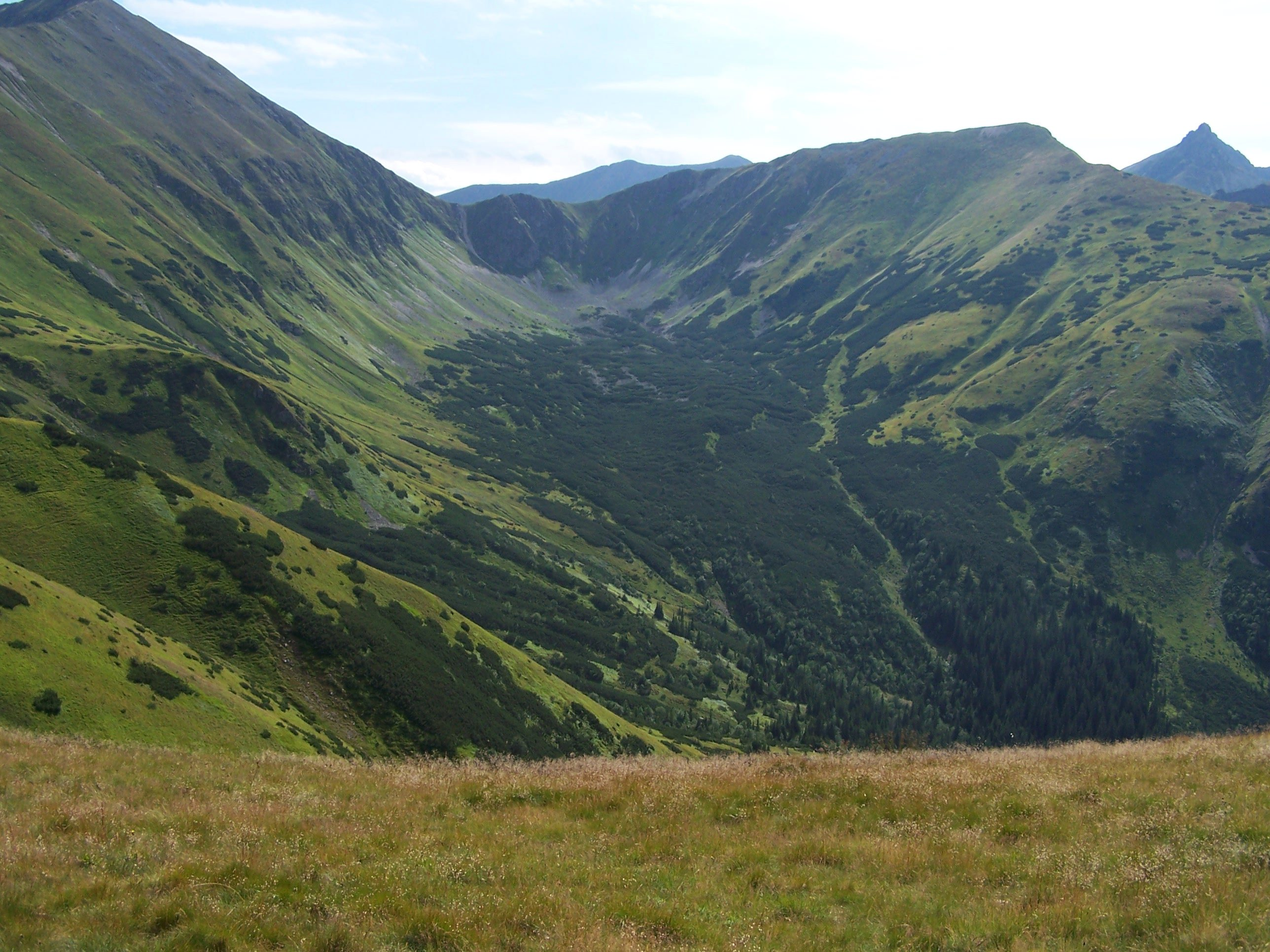
Dolina Jarząbcza, oddělení Doliny Chochołowska

Dolina Chochołowska je největší a nejdelší dolina v polských Tatrách, nacházející se na západním okraji polských Západních Tater. Orograficky je levým oddělením Doliny Czarnego Dunajce. Zabírá plochu 35 km ² a je dlouhá 10 km. Administrativně leží na území obce Witów.

## Popis doliny
V její dolní části, která je dlouhá přibližně 4 km vytváří hlubokou roklinu (Úvoz), ve které, tak jako v Dolině Kościelisko se nacházejí úžiny nazvané brány. Jsou dvě: Nižna Brama Chochołowska a Wyżna Brama Chochołowska. Horní část doliny rozdělují tři hlavní ramena: Dolina Starorobociańska, Dolina Chochołowską Wyżna a Dolina Jarząbczą. Kromě nich v údolí je ještě několik menších dolin, jako jsou: Mała Suchá Dolina, Wielka Suchá Dolina, Dolina Huciańska, Dolina Dudowa, Dolina Trzydniowiańska, Głębowiec, Dolina Długa, Dolina Kryta, Wielkie Koryciska, Małe Koryciska a několik žlabů.
V údolí převládají dva typy hornin. Horní jižní část, nad Wyżne Bramy Chochołowska, tvoří krystalické horniny – rula a žula. V dolní severní části převládají sedimenty – břidlice, křídové vápence a triasové dolomity. Geologický původ těchto částí údolí je také odlišný. Horní část doliny Wyżniej Bramy Chochołowska vytvořil ledovec. Dolní část, kde nebyl ledovec, modeloval Chochołowský Potok. Příroda zde vytvořila mnohé krasové objekty, z nichž za povšimnutí stojí největší jeskyně Szczeliną Chochołowską . Ani jedna jeskyně však není volně přístupná.

## Historie
Dolina nese jméno několik kilometrů od ní vzdálené obce Chochołów. Byla zde již v 16. století. Její obyvatelé se usadili v prostoru pod Volovcom ( polsky Wołowiec a Bobrovcom ( polsky Bobrowiec. Velké polany poskytovaly rolníkům a pastýřům dostatek užitečného prostoru na chov dobytka a ovcí. V roce 1930 zde 70 valachů páslo na nich přibližně 4000 ovcí, a 280 pastýřů dobytek. V údolí bylo velmi mnoho pasteveckých kolib a salaší.
Dolina Chochołowska měla rovněž bohatou hornickou minulost. Už v 16. století se zde rozvinula hornická a hutnická činnost, která přetrvala do druhé poloviny 19. století. Zpracovávala se zde železná ruda. Nejdříve v hutních pecích v údolí, později rudu převáželi po Droge pod Reglami do hutě v Kuźnicach.
První turisté poznávali dolinu v 19. století. Před první světovou válkou dolinu navštěvovali zejména horolezci a lyžaři, členové zakopanského Lyžařského oddílu Towarzystwa Tatrzańskeho, které postavilo Chatu na Starorobociańskej rowni. V letech 1930–1932 Warszawski Klub Narciarski (Varšavský lyžařský klub) postavil velkou Chatu PTTK na polane Chochołowskej. To vydatně podpořilo rozvoj turistických a lyžařských aktivit v údolí.
Během druhé světové války se turistické chaty staly základnou polských a sovětských partyzánů. V roce 1939 se zde procvičovali diverzantské skupiny generálního štábu polské armády. Během válečných let a bojů německé armády s partyzány, němečtí vojáci chaty podpálili, shořely i salaše a seníky. Němci v údolí postříleli mnoho vězňů a rukojmí. Německá armáda rabovala okolní lesy pro potřeby Luftwaffe v Czarnom Dunajci.

## Příroda
Dvě třetiny doliny jsou porostlé smrkovými lesy. V dolní části převládají dolinné lesy s příměsí buku, jedle a borovice, která je zde v největší míře zastoupena v polských Tatrách. Původní les se zachoval na Hotarzu v horní části Doliny Chochołowskiej. Uprostřed lesů na východním rameni Bobrovca se vypínají věže Mnichy Chochołowske a Siwiańske Turnie . Štíty a hřebeny okolních vrchů jsou travnaté, nejatraktivnější pohledy nabízejí na podzim. Barevný kolorit nabízejí jasně červené porosty borůvek a brusinek, fialové vřesy, žluté květy smilky tuhé (Nardus stricta), a to vše uprostřed tmavě zelených porostů kosodřeviny. Atraktivní jsou seníky a salaše na Poľanách, které jsou stále vypásané. Na podzim rozkvétají koberce krokusů, Ocún jesenní (Colchicum autumnale) a mnoha jiných. Roste zde v polských Karpatech vzácná Šabřina tatarská (Conioselinum tataricum), pcháč bělohlav (Cirsium eriophorum), Sklenobýl bezlistý (Epipogium aphyllum), Ostřice chudokvětá (Carex pauciflora) a mnohé jiné.
Nejzajímavější je část Wielkich a malých Korycisk a Siwiańskich Turni. Dolina Chochołowska je domovem divoké zvěře. Žije zde spárkatá zvěř, medvědi, svišti a mnoho jiných druhů, které zde nacházejí velmi dobré podmínky pro život.

## Turistika
Ze Zakopaného na parkoviště na Siwej póla jezdí autobusy. Dále se dá pokračovat pěšky. Čas túry do doliny: 2:10 h, ↓ 1:45 h
Turistický "vláček" nebo koňský povoz přepravuje pěší turisty ze Siwej Polany každou půlhodinu na polanu Hucisko. Vede tam i cyklostezka. Vstup do doliny je zpoplatněn. Na Siwu polanu je možné přijet autem. Z parkoviště do doliny vede chodník se  zelenou značkou. Do doliny je možné dostat i po jiných turistických chodnících, které jsou popsány v turistických průvodcích.